# 鮫!鮫!鮫!
『鮫!鮫!鮫!』（さめ!さめ!さめ!）は、1989年にアーケードゲームとして稼働を開始した、東亜プランの縦スクロールシューティングゲーム。

## 概要
東亜プラン発売の『飛翔鮫』（1987年）の続編にあたる作品で、ゲームシステムの一部は『究極タイガー』（1987年、販売はタイトー）を踏襲している。タイトル名は旧日本軍が真珠湾攻撃をした際に使用された暗号"トラトラトラ"のオマージュ。
日本国外ではロムスター社から『Fire Shark』のタイトルで発売された。日本国内では難易度の問題で短命に終わったが、ゲーム誌『ゲーメスト』の東亜プラン特集のインタビューにおいて、日本国外ではかなりヒットしたと明らかにされている。なお、日本国外版は2名同時プレイバージョンのみリリースされており、韓国ではドーヤン社から発売されている。
1990年にはメガドライブに移植され、ゲーム誌『ファミコン通信』の「クロスレビュー」においてシルバー殿堂入りを獲得した。

## ストーリー
19X9年、S軍のガブール侵攻に端を発した大戦で、圧倒的な軍事力を誇るS軍重機兵団「レッド・スター」は、その猛威をふるって、中東の小国「大民国」の陥落も時間の問題であった。残虐非道の侵略を繰り返すS軍に追い込まれた大民国解放軍「憂民」は、前聖戦の英雄機「フライング・シャーク」に最後の力を注ぎ、「ファイヤー・シャーク」として蘇らせた。
そして今こそ「ファイヤー・シャーク」の飛び立つときが来た。行け!「ファイヤー・シャーク」! そのコードネームは「鮫!鮫!鮫!」だ! 

## ゲーム内容
8方向レバーと、ショットボタン、ボンバーボタンの2つのボタンで自機を操作する。ボンバーボタンは使用回数に制限がある。全10面・エンドレスループのゲームである。
ショットは、ワイド、ビーム、ファイヤーの3種類があり、青・緑・赤の各アイテムによって切り替わり、Pアイテムを3個取るたびに1段階ずつパワーアップして最高3段階までパワーアップする。またボンバーは、ボタンを押している時間によって爆撃距離を調節する仕組みで、押している間は画面上方に直進して、離すと爆発し、爆心に近い敵にダメージを与えると同時に敵弾を打ち消す。
本作『鮫!鮫!鮫!』のゲームシステムは、それまでの東亜プランのシーティングゲームの集大成と言える伝統的システムで、グラフィックや敵の出現パターンは『飛翔鮫』、ボーナス・システムは『究極タイガー』、パワーアップ・システムは『TATSUJIN』（1988年）にあったフィーチャーを踏襲した構成になっており、操作系も全く同じ形式を採用している。

### パワーアップアイテム
パワーアップアイテムは、特定の敵を破壊すると出現する。
スピードアップ（S）
Sアイテムと取ると、自機のスピードが上昇する。3個取得すると最高速となる。同社の『TATSUJIN』より最高速が遅いので、微調整がしやすくなっている。自機の初期スピードが遅い本作では重要なアイテム。
パワーアップ（P）
Pアイテムを3個集めるとショットが1段階パワーアップする。全3段階。画面左上にストックゲージがあり、いくつPアイテムを取得したか表示される。三つ取ると、ゲージはゼロに戻る。ミスをしてもパワーアップのストックは減らない。
『TATSUJIN』によく似たパワーアップ・システムを採用しているが、『TATSUJIN』と異なる点は、本作ではパワーアップ3段階の最強レベル状態でもストックゲージ3個分のPアイテム、つまり1段階のパワーアップが貯められるので、やられた後の復活が少し楽になる仕様である。ストックゲージが一杯になるとウェポンチェンジアイテムが出る局面が増えるリスクもある。
ただし、パワーアップに伴い敵弾が速くなる、敵の弾の発射間隔が短くなる、自機と地上物（ただし、戦車・船といった雑魚クラスのみ）との距離がやや近くても弾を撃つようになる等何かと難易度が上がるため、最高段階のパワーアップを堪能するのは初心者には至難の業でプレイヤーを選ぶ要因の一つとも言える。
ボム（B）
Bアイテムを取るとボム（ボンバー）のストックが1発増える。最高10発分までストック可能。ステージクリアボーナスに大きく影響する。初期状態は3発所持。従来の東亜プランのシューティングゲームと異なり、ボタンを押している時間が長いほど、より遠くまで飛んで爆発する仕様である。
ボーナス
稲妻の形をしたアイテムで、ボーナスボックスか赤い砲台を破壊すると出現。取得した時点で100点加算され、さらにステージクリアボーナスに影響する。なお、クリアボーナスは「ボーナス回収数×ボムストック数×1000点」で計算され、ボムのストックがない状態でクリアすると何個集めても0点（ノーボーナス）になる。ミスすると回収数がリセットされる。
1UP、2UP
自機が増える。1UPはオタケビ（中型機）を倒せばまれに出現し、2UPは自機がミスする事無くゼネラルポーター（アイテムキャリアー）を一定数倒し続けると出現する（自機がミスするとリセットされる）。

### ウェポンチェンジアイテム
同社開発の『究極タイガー』（1987年）では時間ごとにパネルの色が変わり、取得したときの色によりショットの武器が変わるシステムだったが、本作では予め決まった色のアイテムが飛ぶ。そのため、プレイヤーが目的としないアイテムは避ける必要がある。
装備しているショットと同じ色のアイテムを取得してもパワーアップはしないが、ボーナス得点が加算される。
水色 - ワイドショット
自機の初期装備で、自機の前方に扇状にショットを放つ。ノーマル装備は3WAYショットであるが、パワーアップするとショット間の間隙が狭まる形でショット数が増え、最強の3段階で15WAYショットになる。最高段階もしくはそれに近いパワーアップの状態でかなり接近して攻撃をすると、ボス格の敵でさえもほぼ瞬時に撃破可能（ただし、撃墜されるリスクが大きく、経験や技能もしくは連射機能付を必要とする）。本作で最も扱いやすい装備だが、単発の攻撃力が低く、オタケビのように耐久力がある近寄り難い敵が倒しにくいというのが唯一の欠点。
緑 - シャークビーム
自機の前方に螺旋状に交差しながら雑魚敵を貫通するビームを放つ。ザコ敵ならば貫通する。1発分の攻撃力が高いが前方の狭い範囲しか攻撃できないため、攻撃を一点集中したいときに向く。画面上に発射されるビームの本数が少なくてボス格の敵にダメージを与えにくいので、上級者でさえも扱いづらい装備と言える。
赤 - スーパーファイヤー
ボタン押しっぱなしで発射したところから画面の端まで伸びる炎の柱。3種類の中では最も強力で、耐久力の高い敵（ただし、ボス格以外）も瞬時に屠れる。近くで当てても遠くで当ててもダメージが一定のため、上級者には物足りないが、初心者には比較的扱いやすい。最初ノーマルは自機前方に火炎1本のみだが、パワーアップするごとに本数が増えていき、最高段階までパワーアップすれば火の鳥が羽ばたくように動く炎が広がり、画面のほぼ全域をカバーするほどになる。このように、段階が上がるとワイドショットよりも効果的なウェポンとなる。反面、敵弾が見難くなる欠点もある。

### 2人同時プレイバージョン
あまりにも難易度が高すぎ、そのマニア向けの難易度から一般ファンの支持を得られなかった為に後日、難易度を低下した2人同時プレイバージョンもリリースされた。1人用バージョンとの違いとして、以下の点が挙げられる。
- 全体的に難易度が低下している。
- ゼネラルポーターやキミガヨ（1面ボス）をはじめ、一部の敵の弾の撃ち方が異なる。
- 一部の砲台を破壊するとスピードアップアイテムが出現するようになっている。
- 左右スクロールしない。このため、ジェニファー・コネリー（8面ボス）のようにスクロールアウトして砲台を消せず、結果として1人用より難易度が上がっている箇所も存在する。
- ミスした場合はその場で復活になる。それによって出現したゼネラルポーターの数もリセットされずにそのままカウントされるので、1面からゼネラルポーターを撃墜し続ければ5面で確実に2UPアイテムが出現する。

## ボスキャラクター
| 面 | ボス名                                   |
| -- | ---------------------------------------- |
| 1  | 大型陸上多連砲戦車 キミガヨ-B            |
| 2  | 超重装無差別砲硬車 F1-ソドム             |
| 3  | 超重爆裂戦艦 L-トンプソン                |
| 4  | 重軌道多連掃射砲戦車 FV.サンダーラビット |
| 5  | 大型多連双砲車 1020.タータッカー         |
| 6  | 超大型重爆裂機 227ルースーター           |
| 7  | 扇狀多連砲戦闘機 UK-MODS                 |
| 8  | 対極地戦超大型戦闘艦 J.コネリー          |
| 9  | 極地大型重装ホバークラフト 月見-SF       |
| 10 | 超重装大陸掃砲爆裂戦車 YUGEN-61          |

## 移植版
初移植作であるメガドライブ版は、縦画面から横画面に移植するにあたって画面構成にアレンジが施されているが、2022年の移植版では、オリジナルの画面構成も完全再現されている。また、ディスプレイを縦置きにして、アーケード版に限りなく近い感覚でのプレイも可能。
| No. | タイトル                                | 発売日                          | 対応機種                                                    | 開発元               | 発売元                                   | メディア                                | 型式                  | 備考                                                                         |
| --- | --------------------------------------- | ------------------------------- | ----------------------------------------------------------- | -------------------- | ---------------------------------------- | --------------------------------------- | --------------------- | ---------------------------------------------------------------------------- |
| 1   | 鮫!鮫!鮫! Fire Shark                    | 1990年11月2日 1990年 1991年12月 | メガドライブ                                                | 東亜プラン           | 東亜プラン ドリームワークス セガ         | 4メガビットロムカセット                 | T-40013 34016 T-34016 | -                                                                            |
| 2   | 飛翔鮫!鮫!鮫! -TOAPLAN ARCADE GARAGE-   | 2022年4月28日                   | PlayStation 4 Nintendo Switch                               | エムツー             | エムツー                                 |                                         |                       | アーケード版の移植 後述する形でMD/GEN版もプレイ可能。                        |
| 3   | 鮫!鮫!鮫!                               | 2022年7月28日 予定              | アストロシティミニ V                                        | 移植担当企業は未発表 | セガトイズ（発売） セガ（販売）          | プリインストール                        |                       | アーケード版の移植 本体にあらかじめインストールされた22作品の1つとして収録。 |
| 4   | Fire Shark                              | INT 2023年8月24日               | Windows                                                     | Bitwave Games        | Bitwave Games                            | ダウンロード （Steam、GOG.com）         | 2237200               | アーケード版の移植                                                           |
| 5   | Amusement Arcade TOAPLAN                | INT 2024年11月16日              | iOS Android                                                 | TATSUJIN             | TATSUJIN                                 | ダウンロード （App Store、Google Play） | -                     | アーケード版の移植 東亜プラン制作のゲーム25本をカップリング。                |
| 6   | 東亜プラン アーケードコレクション VOL 1 | INT 2025年8月28日               | Nintendo Switch PlayStation 4 PlayStation 5 Xbox Series X/S | Bitwave Games        | シティコネクション INT Clear River Games | ダウンロード                            | -                     | アーケード版の移植                                                           |

メガドライブ版
東亜プラン自ら移植・販売した、同社のメガドライブ参入第1弾である。マシンスペックに合わせた変更点がいくつかあり、ショットが2連射しかできないなどの欠点もあるが、BGMはオリジナルに比較的忠実で、また難しすぎた難易度は大幅に下げられており、遊びやすくなっている。個性的なテレビCMも製作され、主にセガがスポンサードしていた番組で流された。ただし、CMが流れた回数は極めて少なかった。
PlayStation 4、Nintendo Switch版『飛翔鮫!鮫!鮫! -TOAPLAN ARCADE GARAGE-』
2022年4月28日、開発（移植）を担当するエムツーが自社で販売も担当して展開しているレトロゲーム移植シリーズ「M2ショットトリガーズ」の一つである上記タイトルソフトに収録。
このソフトに収録されるラインナップは『鮫!鮫!鮫!』『FIRE SHARK』に限定すると最大で全5タイトル。『鮫!～』・『～SHARK』AC版と、前述した『鮫!～』二人同時プレイ可能版の3タイトルが基本収録作となる。このほか国内外でリリースされた両作の家庭用ゲーム機版（『鮫!～』MD『～SHARK』GENESIS版）もパッケージ版はデフォルトで収録。ダウンロード版でも別途にダウンロードコンテンツとして購入可能。
なお、このソフトでは『飛翔鮫』系の数タイトルやSHTでは無い別の東亜プラン作品『ワードナの森』および『洗脳ゲーム TEKI・PAKI』もプレイ可能だが、本作とは直接関係ないので、詳しくは当該項目先を参照。
アストロシティミニ V版
セガトイズより2022年7月28日に（数量限定）発売予定の縦画面系アーケードゲームを多数収録した「復刻系ゲーム機」に、東亜プラン系のゲーム数タイトルと共に収録。同作では1人用バージョン版の収録となる。
その他
カネコがX68000への移植を予定していたが、発売中止になっている。

## 評価
アーケード版
ゲーム誌『ゲーメスト』の企画「第4回ゲーメスト大賞」（1990年度）においてベストシューティング賞8位を獲得、他にも年間ヒットゲームで34位を獲得した。また、1991年に刊行されたゲーメストムック『ザ・ベストゲーム』内の「ビデオゲームフルリスト」の紹介文では、「基本的には87年の飛翔鮫を踏襲しているが、ほぼすべての要素の難度が上がっている」と評されている。
パソコン関連雑誌『マイコンBASICマガジン』のライター紹介記事では、「今までに見たことのない奇抜さ、というものが少ないかわりに、複雑なルールのゲームにありがちな「とっつきにくさ」がほとんど感じられない」「シーティングゲームの醍醐味である「撃ちまくる爽快感」を前面に押し出し、わずらわしさを極力切り捨てようという東亜プランの意向が見事に成功している」と肯定的なコメントによる評価がなされている。しかし一方では、当時の平均的なゲーマーの腕前とインカムの相互関係のやむを得ない事情を気にしつつも、「ただ、難易度は発売を重ねるごとに上昇している傾向があるので、もう少し一般的なレベルにさげたほうが、さらに多くの人に楽しんでもらえるのでは?」という否定的な意見も述べられている。
メガドライブ版
ゲーム誌『ファミコン通信』の「クロスレビュー」では6・8・9・8の合計31点（満40点）でシルバー殿堂入りを獲得、レビュアーの意見としては、「頭バカにしてぼけながらプレーするのにもってこいだ」などと評されている。
ゲーム誌『メガドライブFAN』の読者投票による「ゲーム通信簿」での評価は以下の通り21.47点（満30点）となっている。同雑誌1993年7月号特別付録の「メガドライブ&ゲームギア オールカタログ'93」では、「難度の高さも同社のシューティングの魅力だが、EASY設定なら初心者でも楽しめる」と難易度に関して肯定的なコメントで紹介されている。
| 項目 | キャラクタ | 音楽 | 操作性 | 熱中度 | お買得度 | オリジナリティ | 総合  |
| 得点 | 3.34       | 3.60 | 3.85   | 3.89   | 3.66     | 3.13           | 21.47 |
ゲーム本『メガドライブ大全』（2004年、太田出版）では、「原作のアーケード版は名前の通り鬼軍曹の難しさだったが、メガドラへの移植版である本作は、難易度が大きく下げられ、『東亜プラン入門』には持ってこいのフレンドリーな仕様になっていた」、「絶妙なバランスはもちろん、パッケージを飾る無精ひげの軍人も素晴らしい」と難易度、パッケージ装飾に関して肯定的な評価を下している。
ゲーム本ムック『懐かしのメガドライブ  蘇れメガドライバー !!』（2018年、マイウェイ出版）では、「メガドライブ版の遊びやすくなった点として、敵の弾速が遅くなったことがあげられる。シューティング上級者でなくても弾除けに対応できるレベルのデザインになったため、何度もプレイしたくなる絶妙な調整に落ち着き、多くのプレイヤーが本作の持つ面白さに気づいくことになったのだ〔ママ〕」「コンテニュー回数には制限があるため、1周クリアはちからおしだけではできないようになっている。シューティングの面白さを実感しながら少しづつ上達し、1周クリアを目標にプレイを続けてみてはいかがだろうか」と難易度に関して肯定的な評価を下している。